# 133161 Ruttkai
A 133161 Ruttkai (ideiglenes jelöléssel 2003 QE31) a Naprendszer kisbolygóövében található aszteroida. Sárneczky Krisztián és Sipőcz Brigitta fedezték fel 2003. augusztus 24-én.
Nevét Ruttkai Éva (1927 – 1986) Kossuth-díjas és kétszeres Jászai Mari-díjas magyar színésznő után kapta.